# Baltoro
Il Baltoro è un ghiacciaio situato in Pakistan nella sub-catena montuosa del Karakorum, che alimenta il fiume Shigar.

## Descrizione
Lungo circa 60 km, si estende per circa 700 km²,  sbocca nella valle del Braldo a poca distanza dal villaggio di Askole, ultimo centro abitato sulla strada per il ghiacciaio, ed è tra i più grandi ghiacciai vallivi al mondo, attorniato da alcune delle principali vette della Terra come il K2, il Broad Peak, il Masherbrum ed il massiccio del Gasherbrum.
La zona sommitale è costituita dalla confluenza di più lingue glaciali provenienti da: K2 (Godwin-Austen Glacier), Broad Peak (Broad Peak Glacier), Gasherbrum (Abruzzi Glacier); tale confluenza è chiamata Circo Concordia, a causa della somiglianza che presenta con l'omonima località presente nell'Oberland Bernese nel gruppo dell'Aletschhorn.

## Galleria d'immagini

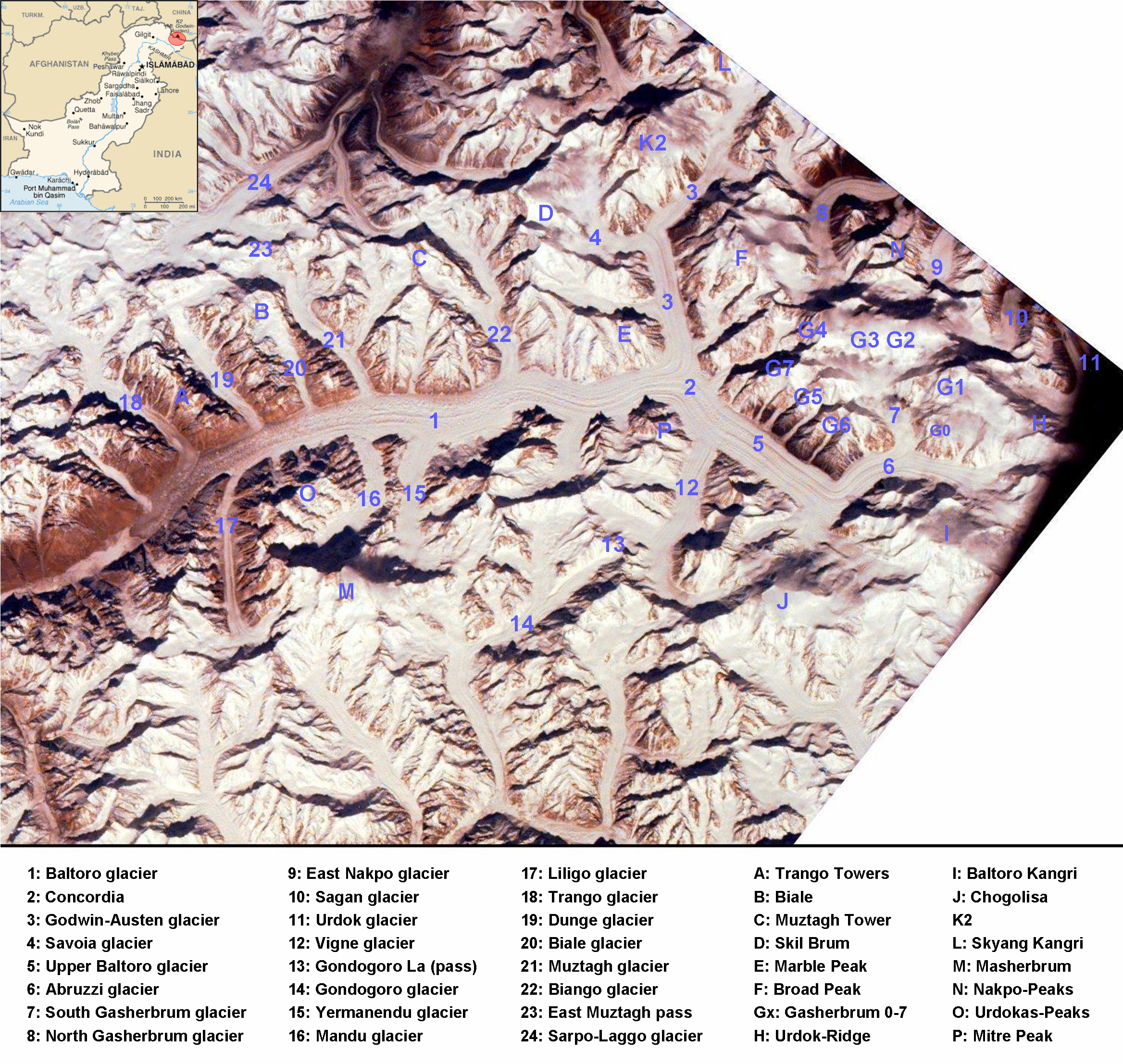
Il ghiacciaio Baltoro visto dalla stazione spaziale internazionale
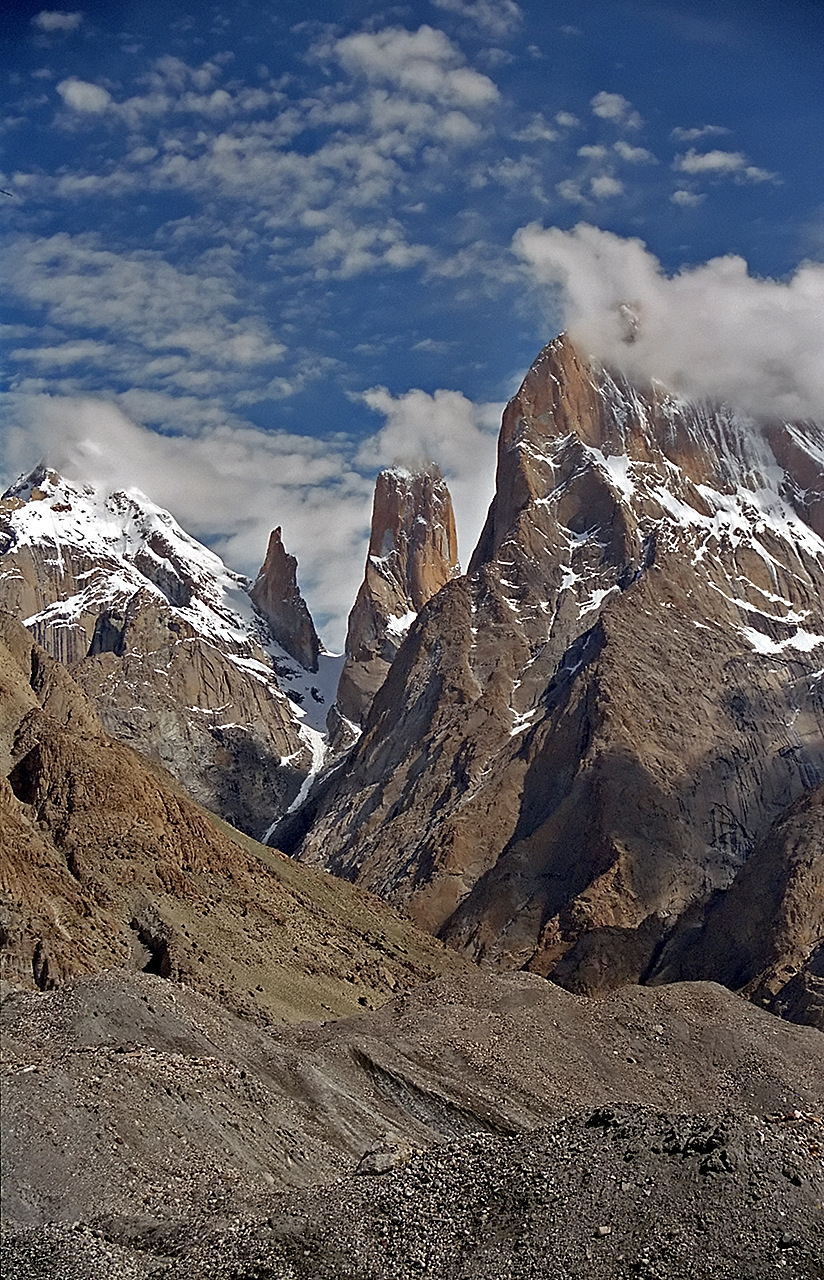
Torri di Trango nel ghiacciaio del Baltoro
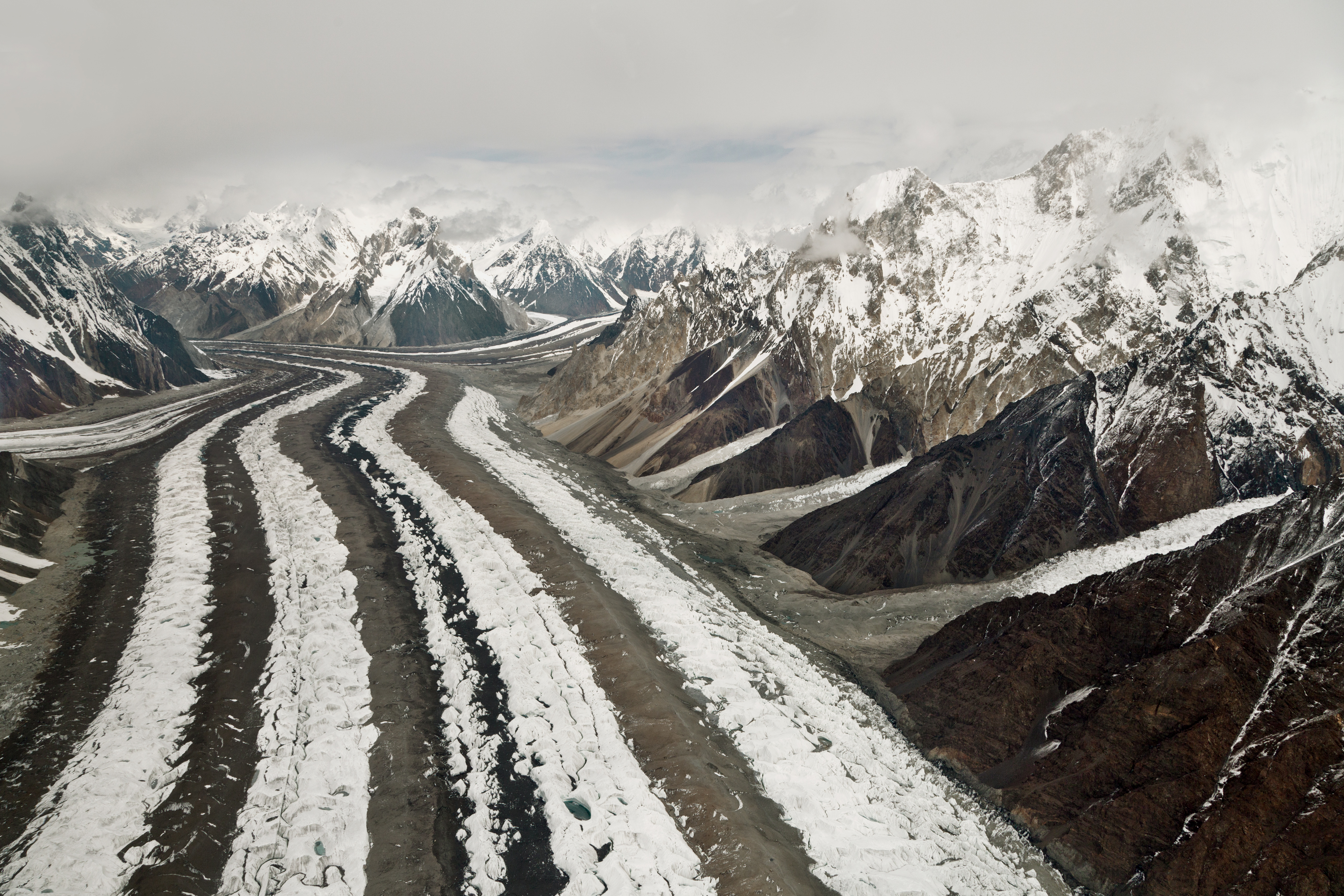
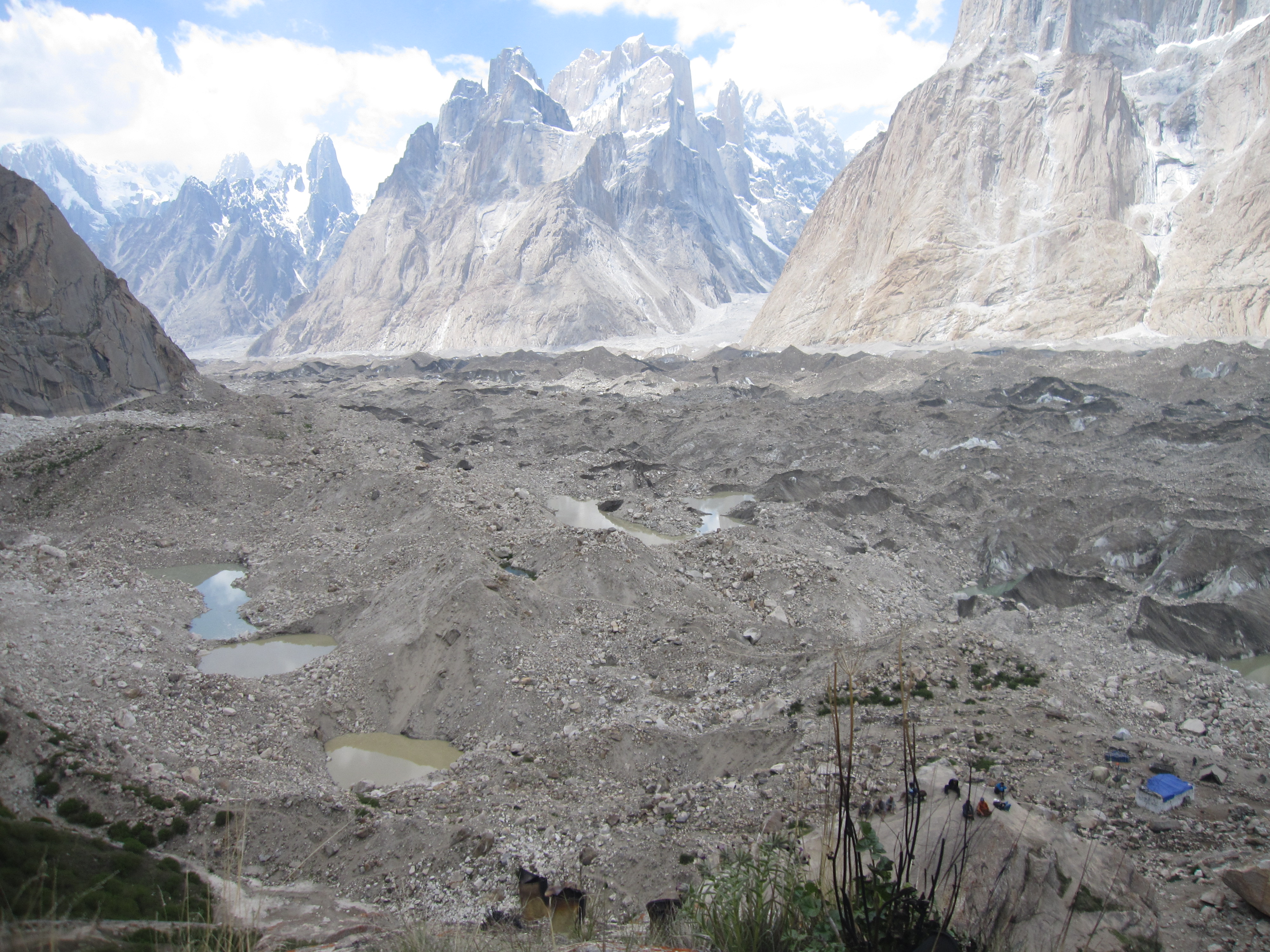
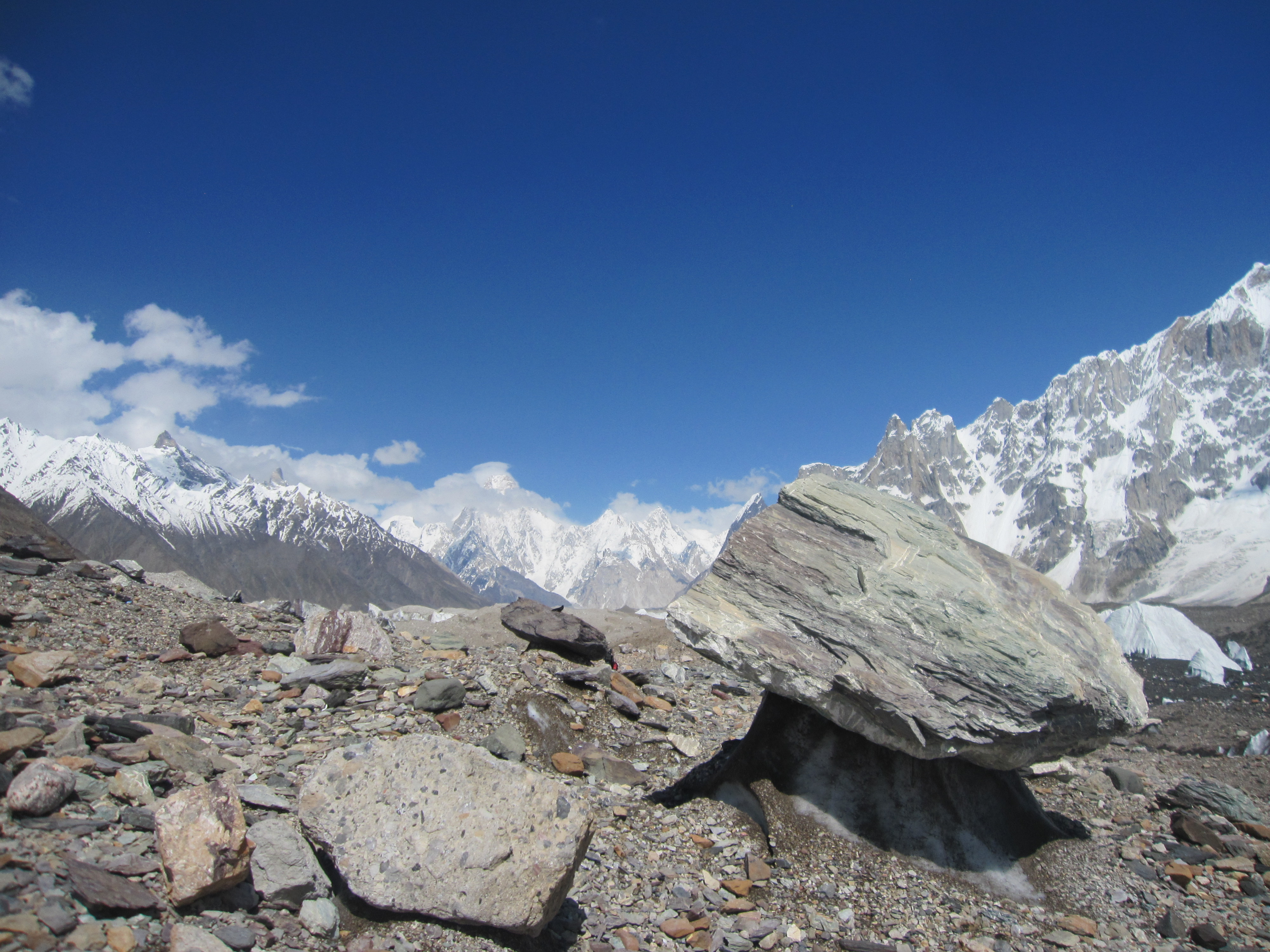